# 江西财经大学校友列表
本列表收录在江西财经大学学习过的知名人物。列表将人物粗分为数大类，并遵循各类人物不重叠的原则进行编辑。

## 政界

### 省部级
- 陆俊华：现任国务院副秘书长。（83届计划统计系）
- 许宏才：现任财政部副部长。（84届财政金融系）
- 熊茂平：现任国家市场监督管理总局副局长。（工商管理专业）
- 李荣灿：现任湖北省委常委、组织部部长。（89届会计系）
- 董仚生：现任河北省委常委、政法委书记。（84届农业经济系）
- 甘荣坤：现任河南省委常委、政法委书记。（83届财务会计系）
- 王志雄：曾任全国工商联副主席、上海市政协副主席。（82届财政金融系）
- 柏继民：曾任山东省人大常委会副主任。（85届干部专修科）
- 马潞生：曾任福建省人大常委会副主任。（85届财政专业）
- 危朝安：曾任广西壮族自治区人大常委会副主任。（83届国民经济计划专业）
- 赵合：曾任西藏自治区人大常委会副主任。（85届财政干部专修科）
- 张社年：曾任陕西省政协副主席。（85届财政专业）
- 吴晓军：现任青海省委副书记。（04届产业经济学研究生）
- 姚木根：曾任江西省人民政府副省长。（计划统计系）
- 胡幼桃：曾任江西省政协副主席。（贸易经济专业）
- 龚建华：现任江西省人大常委会副主任。（83届贸易经济系）
- 胡强：现任江西省人民政府副省长。（85届计划统计系）
- 谢茹：现任江西省政协副主席。（90届经济系）

### 厅局级
- 虞列贵：曾任国家国防科技工业局副局长。（82届工业统计专业）
- 左春文：曾任人力资源和社会保障部失业保险司司长。（1984年国民经济计划管理专业毕业）
- 梅黎明：现任井冈山干部学院常务副院长（正局级）。（04年届MBA研究生）
- 钱巨炎：曾任浙江省财政厅厅长。（83届财政专业）
- 苑广睿：现任天津市发展和改革委员会副主任。
- 谭庆：现任重庆市渝北区人民政府区长。（91届经济系）
- 张勇：现任江西省政府秘书长、办公厅主任。（产业经济学专业）
- 潘东军：现任江西省纪委副书记、省监察厅厅长。（83届国民经济计划专业）
- 王平：曾任江西省地方税务局局长。（83届国民经济计划专业）
- 朱希：曾任江西省交通运输厅厅长。（83届计划统计系）
- 凌学仁：曾任江西省民政厅巡视员。（84届国民经济计划专业）
- 郭安：曾任江西省鹰潭市委书记。（83届干部专修科）
- 马承祖：曾任江西省上饶市委书记。（01年届财政学专业硕士研究生）
- 颜赣辉：曾任江西省宜春市委书记。（82届计划统计系）
- 林彬杨：现任江西省发展和改革委员会副主任。（11届高级管理人员工商管理硕士）
- 程云川：现任云南省大理州人大常委会一级巡视员。（02届工商管理硕士）
- 舒驰：现任交通运输部政策研究室副主任（副局级）。（97届投资金融系）
- 李步超：曾任江西省委党校副校长、江西省企业家协会副会长。（83届工业经济系）
- 裴鸿卫：现任江西省教育厅副厅长。（08届经济学博士）
- 柳成文：现任重庆市潼南区人大常委会副主任。（99届研究生）
- 刘孝华：现任安徽省住房和城乡建设厅副厅长。（90届）
- 程双林：现任安徽省铜陵市委常委、市人民政府副市长。（87届贸易经济系）
- 李福如：曾任江西省南昌市人大常委会副主任。（85届贸易经济系）
- 樊三宝：现任江西省南昌市人民政府副市长。（98届财政专业硕士研究生）
- 李小林：现任江西省九江市人大常委会副主任。（08届政治经济学专业）
- 罗文江：现任江西省吉安市委副书记，市人民政府副市长、代理市长。（09届工商管理硕士）
- 廖其志：现任江西省上饶市委常委、常务副市长。（83届财政专业）

## 商界
- 郑跃文：现任全国工商联副主席、科瑞集团董事局主席。（1985年工业经济管理专业毕业）
- 赖小民：曾任中国华融资产管理股份有限公司董事长。（1983年国民经济计划专业毕业）
- 王文京：现任用友软件董事长。曾任全国工商联副主席。（1983年毕业）
- 敖惠诚：现任中国印钞造币总公司董事长。（1983年国民经济计划专业毕业）
- 孙希岳：曾任中国人民保险公司总经理。（1963年贸易经济系毕业）
- 毛裕民：曾任中国建设银行香港分行总经理。（1983年基建财务专业毕业）
- 彭洪明：曾任中国建设银行福建省分行行长。（1983年基本建设与财务信用专业毕业）
- 金维虹：曾任北京农村商业银行行长。（1983年国民经济管理专业毕业）
- 周星增：现任上海建桥集团董事长。（1983年工业会计专业毕业）
- 徐安良：现任中保投资有限责任公司总裁。（1984年贸经系毕业）
- 寿伟光：现任上海国有资产经营有限公司总裁。（1987年财政金融系毕业）
- 胡智聪：现任舒华体育股份有限公司晋江/莆田区域总经理。（2007年社会体育系毕业）

## 教育界、学界
- 魏明海：现任广州大学校长。（1984年商业会计毕业）
- 秦荣生：现任北京国家会计学院党委书记。（1984年毕业）
- 吴晓求：曾任中国人民大学副校长。（1983年计划统计系毕业）
- 林加奇：曾任江西教育学院院长。（1982年贸易经济系毕业）
- 王会金：现任南京审计大学副校长。（1988年财会系毕业）
- 樊启淼：世界银行高级经济学家。（1978年入学）
- 张橹：著名金融学家，OSU Fisher商学院金融系院长杰出教授。（1993年毕业）
- 陈宪：现任上海交通大学经济学院执行院长。（1983年经济学毕业）
- 夏冬林：著名会计学家，清华经济管理学院副院长。（1984年会计系毕业）
- 余明德：芝加哥大学经济学博士，北大中国经济研究中心创始人之一。

## 文艺界
- 谢容儿：歌手、演员。